# 老河口作戦
老河口作戦（ろうかこうさくせん）とは、日中戦争中の1945年4月から6月の間に行われた、河南省西部および湖北省北部での日本軍と中国軍の攻防戦である。正式な作戦符号はウ号作戦（インパール作戦のそれと重複）。中国側呼称は豫西鄂北会戦。日本軍は老河口飛行場の占領に成功して戦略目標を達成したが、中国軍から激しい反撃を受けた。

## 背景
日本軍は、前年1944年（昭和19年）に実施した大陸打通作戦によって、鉄道線を確保するとともに、中国方面の連合国軍飛行場を制圧して、制空権の奪取・本土空襲阻止を図っていた。ところが、同作戦の結果、日本軍は各地の連合国軍飛行場の占領には成功したものの、連合国側は奥地の湖北省老河口や湖南省芷江付近などにも飛行場を整備し、1944年秋以降、活発な航空作戦を継続できた。そのため、せっかく確保した鉄道も空襲を受けて利用が困難だった。
そこで、日本の大本営は、再び同様の飛行場制圧作戦を実施することにし、1945年（昭和20年）1月22日、支那派遣軍に対して老河口作戦と芷江作戦の実施を命じた。これを受けて支那派遣軍は、1月29日に隷下の北支那方面軍と第6方面軍に実行命令を発した。なお、現地の軍司令部には事前に作戦の内示がされて、すでに具体的検討が行われていた。
老河口作戦を担当する第12軍は、3月23日の作戦開始を決定した。日本側の作戦計画は、河南省側から主攻勢を行うものである。騎兵第4旅団が機動力を生かして老河口飛行場を制圧するとともに、第110師団を右翼（魯山県方面）、第115師団を左翼（舞陽県方面）として進撃させ、西峡口から老河口に至る線を確保する計画だった。騎兵第4旅団は、当時の日本軍に唯一残った大規模な乗馬騎兵部隊である。機動打撃力を増すため、戦車第3師団も参加している。ほかに、第34軍が湖北省方面から1個師団で、第1軍が一部をもって洛河流域から洛寧県の歩兵第110連隊（第110師団所属）と協力し、それぞれ牽制作戦を実施した。

## 参加兵力

### 日本軍
- 第12軍（内山英太郎中将（-4月7日）、鷹森孝中将（4月7日-）） - 以下の軍主力をもって攻勢を実施。
  - 第110師団
  - 第115師団
  - 戦車第3師団 - 隷下の3個戦車連隊は全て別方面に派遣中で欠如。機動歩兵第3連隊（1個大隊欠）と師団捜索隊を主力に、機動砲兵第3連隊（1個大隊欠）、戦車連隊の残留要員による2個戦車隊（中戦車20両ずつ）など、装甲戦闘車両約100両を装備。
  - 騎兵第4旅団
  - 吉武支隊 - 第117師団の歩兵第87旅団（吉武秀人少将）基幹。3個歩兵大隊ほか。
- 第34軍の一部
  - 第39師団
- 第1軍の一部
  - 独立歩兵第14旅団

### 中国軍
- 第1戦区軍（胡宗南将軍）
- 第5戦区軍（劉峙将軍）

## 経過
3月21日頃から、日本軍の各部隊は攻撃準備のため移動を開始し、3月23日、魯山から舞陽を結ぶ線の西方にある中国軍陣地に対し攻撃行動に入った。空襲を避けるために夜間移動が中心だったにもかかわらず、日本軍の進撃は順調で、近在の中国軍はたちまち撃破された。騎兵第4旅団は、計画通りに機動力を発揮し、3月26日には老河口飛行場へ突入した。このときの騎兵突撃は、戦史上で現在のところ最後の大規模な乗馬襲撃の成功例であるとも言われる。29日頃には歩兵部隊の先頭も内郷県から老河口付近の線に達した。4月7日、日本軍は第115師団を主力として老河口の市街地攻略に着手した。李宗仁将軍率いる第5戦区軍は激しく抵抗したが、翌日夕刻には日本軍が戦車の支援の下、防衛線を突破した。10日までに市内は日本軍に完全に占領された。この間4月7日には、日本軍は作戦は峠を越えたと判断し、第12軍司令官を交代する人事を行っている。
老河口作戦は順調だったものの、太平洋戦線で沖縄戦が始まった影響で、日本軍は中国戦線でも守備態勢への移行を図ることになった。4月17日、第12軍は占領地域の警備のため、隷下の各部隊から人員装備を抽出し、4個独立警備隊（各6個独立警備大隊）を編成した。一時は第110師団と戦車第3師団の上海方面への転用も決定されたが、後述の西峡口方面の戦闘拡大のために取りやめとなった。
日本軍右翼では予定の西峡口や淅川を3月29日から30日にかけて占領したものの、西方の重陽店を拠点とする中国第1戦区軍がなおも抵抗を続けていた。そこで日本の第110師団は、4月29日の天長節を期して第1戦区軍の包囲殲滅を図ったが、若干の打撃を与えた程度に終わった。日本軍は戦車部隊も支援に送ったが、燃料不足や山岳地形の影響で威力を発揮できなかった。中国軍は、アメリカ製の新式装備を有する部隊を反撃に投入し、第110師団を次第に圧倒した。6月下旬以降、日本軍は第115師団を救援に送って第一線を交代させ、陣地を構築しての持久戦態勢へと移行した。
牽制作戦を担当した第39師団は、荊門から漢水西岸を北上して進撃し、襄陽などを占領した。しかし、中国軍の反撃が激しくなり、日本軍全体方針の守備移行とあわせて後退し、占領地を放棄せざるをえなかった。

## 結果
日本軍は、主たる目標であった老河口飛行場の占領に成功した。西峡口での中国軍の反撃も阻止され、終戦まで膠着状態となった。一方、牽制作戦を行った第39師団は、一時的に前進したものの作戦開始時の地点まで後退することになった。
日本軍は目標の飛行場占領には成功したものの、制空権奪取という真に意図した結果までは得られなかった。並行して実施された芷江作戦が十分な成果を得られなかったうえ、連合国側はさらに奥地にまで飛行場を整備して航空部隊を配置したからである。